# Bošnjačko-hrvatski sukob: Maglaj i Zavidovići

## Maglaj
HVO i Armija BiH zajednički su se borili protiv srpskog agresora u 1992. i dijelu 1993. godine. Sve do srpnja mjeseca 1993. godine nije bilo većih oružanih okršaja između dvije vojske. Nekoliko dana prije otvorenog sukoba u Maglaju, čije je većinsko stanovništvo bilo bošnjačko, u UNPROFOR-ovu transporteru došao je dr. Ejup Ganić i dao nalog političkim i vojnim vođama bošnjačkog naroda da Armija BiH napadne HVO i hrvatsko pučanstvo Maglaja. Sukob je počeo prvih dana srpnja 1993. godine. U tom sukobu je sravnjeno 35 hrvatskih kuća u selu Liješnica, a samo jednu prije su sravnili srpski agresori. 
Prve hrvatske žrtve od bošnjačkog snajperista pale su u selu Tomići, uz željezničku prugu Sarajevo-Doboj, a s lijeve strane toka rijeke Bosne, udaljeno osam kilometara od Maglaja prema Zavidovićima. Naspram sela Tomići, a s druge strane rijeke Bosne nalazi se selo Krsno Polje, koje od 17. svibnja 1993. godine kontrolira Armija BiH. Iz sela je protjerano malobrojno hrvatsko i srpsko stanovništvo, popaljene su njihove kuće i gospodarske zgrade i utvrđena bojišnica prema HVO-u. U selu Tomići živjelo je 50 hrvatskih obitelji s oko 200 članova. Snajperisti su stalno pucali na hrvatsko pučanstvo u Tomićima. Život u selu je bio paraliziran, vrata i prozori kuća bili su zaštićeni trupcima, nije bilo u kućama dovoljno zraka i svjetla, a noću su prostorije bile osvijetljene svjetlom na jestivo ulje i svinjsku mast. Polja se nisu mogla obrađivati danju pa su ljudi išli na svoje njive po noći, za mjesečine. U razdoblju od 7. kolovoza do 26. prosinca 1993. godine od bošnjačkih snajperista u selu Tomići ubijena su tri Hrvata, a ranjeno ih je šest.
U selu Hasanbari 13. rujna 1993. godine masakrirana su dva vojnika HVO-a. Selo Fojnica je od Maglaja udaljeno oko šest kilometara, prema Zavidovićima, u blizini sela Krsno Polje. U Fojnici je živjelo oko 50 hrvatskih obitelji s oko 150 članova. Bošnjački snajperisti iz susjednog sela Krsno Polje držali su Fojnicu u blokadi, kao i Tomiće. Snajperisti su tu u kolovozu i rujnu 1993. ranili četiri osobe hrvatske nacionalnosti. Snajperisti su bili isti oni koji su ubijali i ranjavali Hrvate u Tomićima.
U selu Čusto Brdo vojnici Armije BiH među kojima je bilo i mudžahedina iz Tešnja su 15. rujna 1993. godine izmasakrirali tri člana jedne hrvatske obitelji. Selo Novakovići bilo je izloženo žestokim napadima vojnih postrojbi Armije BiH 21. i 24. siječnja 1994. godine. U prvom napadu na to selo, udaljeno pet kilometara od Maglaja prema Zavidovićima na lijevoj obali rijeke Bosne, nastanjeno hrvatskim stanovništvom, masakrirana su tri zarobljena vojnika HVO-a i jedan civil. Tijekom bošnjačkog napada poginulo je pet vojnika HVO-a, a ranjena tri.  
Postrojbe Armije BiH oštetile su i svetište sv. Leoploda Bogdana Mandića. Prema izjavi župnika, bošnjačke vlasti Maglaja nisu dopustile služenje svete mise u crkvi. Za blagdan sv. Leoploda Mandića, 12. svibnja 1996. godine. To je bio očit primjer kršenja vjerskih sloboda na području Federacija Bosne i Hercegovine nakon završetka rata u Bosni i Hercegovini.
Za vrijeme sukoba između Armije BiH i HVO-a poginula su 24 Hrvata, a 4.200 Hrvata je protjerano iz maglajske općine.

## Zavidovići
Sukob između HVO-a i Armije BiH na zavidovićkom području počinje dosta kasno. Prvi otvoreni sukob dogodio se 25. lipnja 1993. godine kada je minobacačkom vatrom Armija BiH granatirala selo Gornju Lovnicu. Mete granatiranja bile su katolička crkva, groblje, trgovina osnovnih prehrambenih proizvoda i skupine hrvatskih kuća. Selo Gornja Lovnica nalazi se južno od prometnice između Žepča i Zavidovića. U selu je bilo oko 180 obiteljskih kuća u kojima je živio 721 stanovnik.
Istog dana, za samog napada na selo, Bošnjaci telefonom poručuju Hrvatima da je Gornja Lovnica u potpunom bošnjačkom okruženju te traže da se svi mještani predaju. Armija BiH je jamčila slobodu hrvatskim civilima, ali ne i vojnicima HVO-a, koji su branili svoje selo. Mjesni župnik je tu poruku prenio zapovjedništvu HVO-a u zavidovićkoj općini, ali ona nije prihvaćena.
Postrojbe Armije BiH 26. lipnja 1993. godine nastavljaju granatirati Gornju Lovnicu i oko 15 sati od gelera su ranjena četiri hrvatska civila. U Hrvate je ušao strah od granata Armije BiH, čiji su vojnici nemilosrdno navodili minobacače na civile koji su tražili hranu ili vodu, pohodili svoje najbliže, pomagali bolesne i starce, a i one koji su prenosili ranjenike. Obruč postrojbi Armije BiH oko Gornje Lovnice sve više se steže i u noći od 27. na 28. lipnja 1993. godine odlučeno je da se iz sela evakuiraju svi civili, a da ostanu samo vojnici HVO-a na crtama bojišnice kako bi branili svoje domove. Do jutra civili su organizirano izvedeni iz sela i smješteni kao prognanici u selima Ljubatovići u općini Maglaj i Lug u općini Zavidovići.
Postrojbe Armije BiH su 28. lipnja 1993. godine oko 16 sati počele sveopći napad na Gornju Lovnicu. U zaseoku Martići vojnici Armije BiH su zapalili sedam hrvatskih obiteljskih kuća, a uz njih i gospodarske zgrade. Bošnjačko topništvo jako gada prostor oko crkve, groblja i trgovine. Unatoč brojnim i snažnim napadima Armije BiH, Gornja Lovnica do kraja bošnjačko-hrvatskog sukoba je ostala pod kontrolom HVO-a.
Snažni topnički napad na selo Vrbica izvele su postrojbe Armije BiH oko 10. rujna 1993. godine. Ubili su poginulo je šest, a granate i gelera ranjeno 14 hrvatskih mještana civila. U selo Vinište 4. studenog 1993. godine, udaljeno šest kilometara jugozapadno od Zavidovića, rano ujutro upala je grupa bošnjačkih diverzanata i plaćenika iz arapskih zemalja. Na brutalan način ubili su dvojicu hrvatskih civila. Vojnici HVO-a su 23. siječnja 1994. godine vojnom akcijom povratili predjel Berići u Gornjoj Lovnici i tom prigodom naišli na izmasakrirano tijelo dozapovjednika zavidovićkog HVO-a.
U sukobu između Hrvata i vBošnjaka na području općine Zavidovići poginulo je 11 Hrvata, a 4.000 ih je protjerano.